# Léon Berben
Pour les articles homonymes, voir Berben.
Léon Berben, né le 2 décembre 1970 à Heerlen, dans la province de Limbourg, est un organiste et claveciniste néerlandais.

## Biographie
Il étudie au Conservatoire Koninklijk de La Haye, puis au Conservatoire Sweelinck d'Amsterdam. Ses professeurs sont Rienk Jiskoot, Bob van Asperen, Ton Koopman et Gustav Leonhardt.
À partir de mars 2000, il est claveciniste de l'ensemble Musica Antiqua Köln. Il joue avec cet ensemble et donne des récitals en Europe, en Asie, en Amériques du Nord et du Sud.
La même année où est dissous Musica Antiqua Köln, il fonde avec d'autres musiciens de l'Ensemble Alte Musik Köln (AMK), puis se joint à l'ensemble Concerto Melante.
Ses enregistrements, notamment avec les labels Ramée et Aeolus, lui valent de nombreuses récompenses : Choc de la musique, Diapason d'Or, Prix de la critique allemande du disque (de).
Musicologue, il signe des articles sur le mouvement des baroqueux et pour des encyclopédies de la musique.
Il a enseigné à la Rostock University of Music and Theatre (en). Il donne des master-classes, suivi par des élèves, tels Luigi Attademo par exemple.

## Discographie

### Clavier

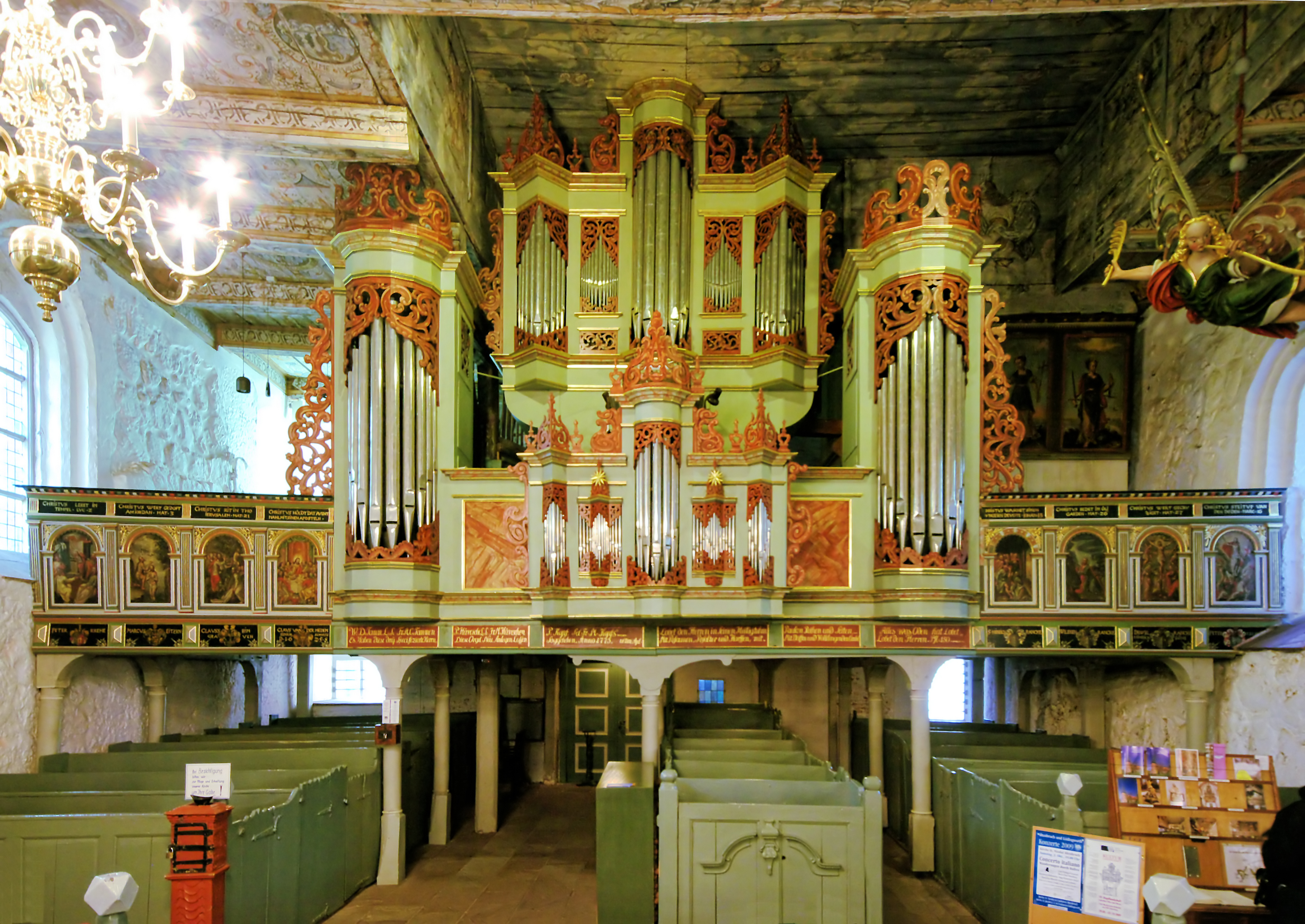
L’orgue d’Antonius Wilde et Arp Schnitger (1598/1683) de Cuxhaven-Lüdingworth.

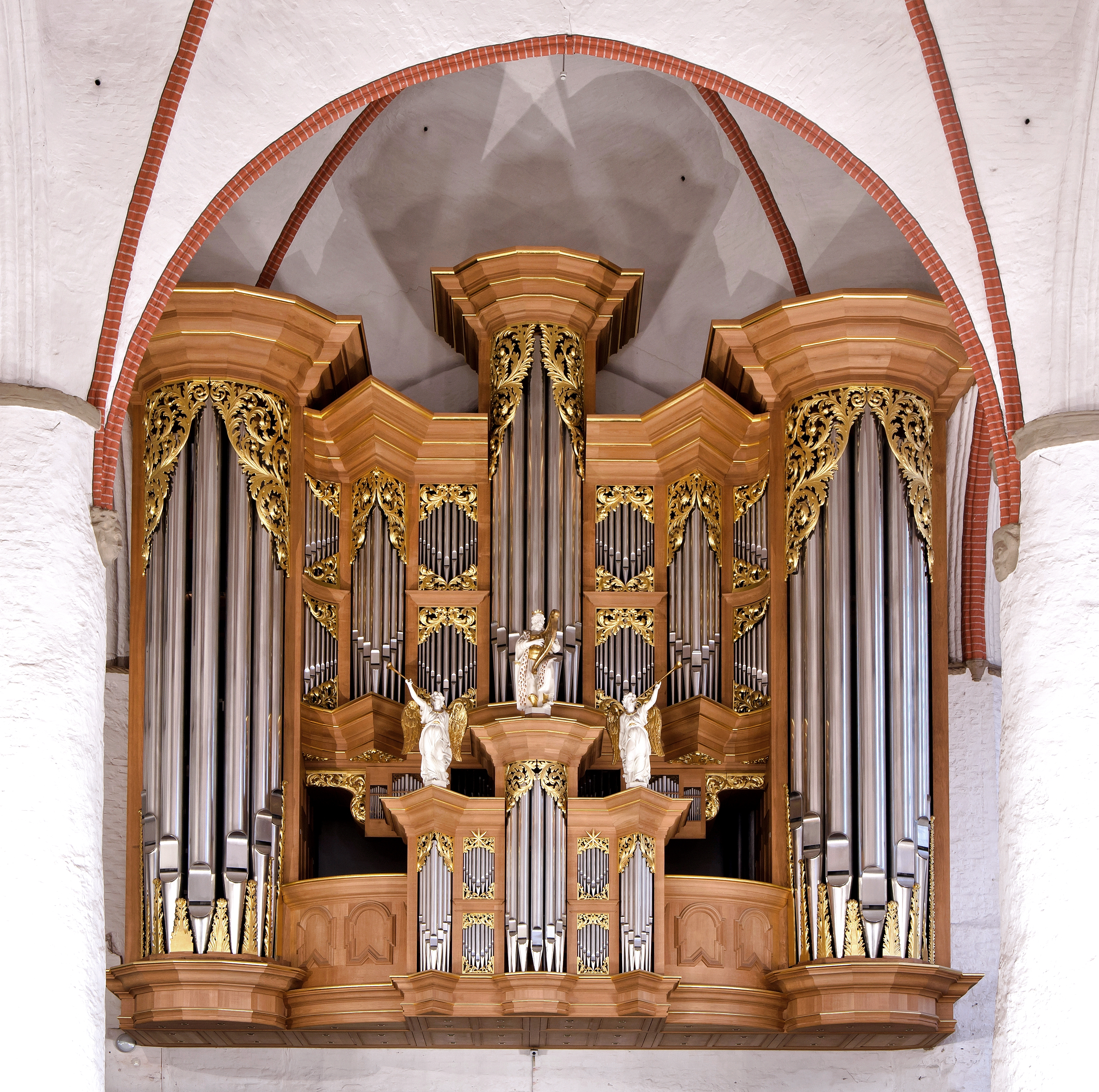
L’orgue Arp-Schnitger de St. Jakobi de Hambourg.

- Kerll et Valentini, Scaramuza: œuvres d’orgue du maître et de l'élève - orgue Balthasar König (de) 1714[1], de l’église abbatiale de Niederehe (de) (2004, Aeolus AE-10441)
- Jacob Praetorius, Von allen Menschen abgewandt - Léon Berben, orgue Hans Scherer dem Jüngeren et Fritz Scherer (de) (1624) de Tangermünde (2004, Ramée RAM 0402)
- L. Hassler et J. Hassler, Ich gieng einmal spatieren - Léon Berben, orgue (2005, Ramée RAM 0501)[2]
- Steigleder, Œuvres complètes pour orgue - orgue Antonius Wilde (de) et Arp Schnitger (1598/1683) de Cuxhaven-Lüdingworth (2006, 2CD Aeolus AE-10421)[3]
- Byrd, Clarifica me - Léon Berben sur l'orgue historique de Oosthuizen (ca. 1521) (2007, Ramée RAM 0704)[4]
- Cabanilles, Tientos, Pasacalles y Galardas - orgue Lorenzo de Arrázola en 1761, de l'église San Martín de Tours d’Ataun (Pays basque, Espagne) (2008, Aeolus AE-10671)[5]
- Bach, Toccatas - orgue Galtus van Hagerbeer et Frans Caspar Schnitger (1646/1725), d’Alkmaar ; clavecin Keith Hill, d'après Christian Zell, 1728 (2009, 2CD Ramée RAM 0903)[3]
- Lübeck, Œuvres pour orgue - orgues de l’église Sankt Jacobi (de) de Hambourg et de la Georgskirche (de) de Weener (2010, Aeolus AE-10571)[3]
- WF Bach, Claviermusik I - clavecin (2010, Carus 83.346)
- Bach, Die Kunts der Fuge - orgue (L'Art de la fugue) (2011, Ramée, RAM 1106)
- Bach, Clavier-Übung III, Ramée, RAM 1305 (2014)
- WF Bach, Claviermusik II - clavecin Gräbner, 1782 et Tafelklavier Hubert, 1787 (2015, Carus 83.388)
- Sweelinck, Œuvres complète pour clavier, (2015, 6CD Aeolus AE-1102)[6]
- Schildt Melchior , Œuvres d'orgue Léon Berben à l'orgue de Tangermünde (Aeolus 11121)
- Johann Gottfried Müthel, Complete Fantaisies, Choral Préludes. Léon Berben à l'orgue de Mühlberg (Aeolus 11131)

### Musique de chambre
- Bachiana, volume 1 - Musica Antiqua Köln, dir. Reinhard Goebel (2001, Archiv)
- Bachiana, volume 2 - Musica Antiqua Köln, dir. Reinhard Goebel (2002, Archiv)
- Gluck, Sonates en trio - Musica Antiqua Köln, dir. Reinhard Goebel (2007, Archiv)
- Roman, Douze sonates pour flûte - Verena Fisher, flûte ; Klaus-Dieter Brandt, violoncelle baroque ; Léon Berben, clavecin (2008, 2CD Naxos)
- Quantz, Sonates pour flûte nos. 272-277 - Verena Fisher, flûte ; Klaus-Dieter Brandt, violoncelle baroque ; Léon Berben, clavecin (2009, Naxos)
- Bach, Sonates pour flûte - Verena Fisher, flûte ; Léon Berben, clavecin (2013, Oehms Classics)
- Bach, Musikalisches Opfer (L'Offrande musicale) - Concerto Melante ; Léon Berben, clavecin (2013, Deutsche Harmonia Mundi)